# Hoher Ifen und Piesenkopf
Hoher Ifen und Piesenkopf este o arie protejată (arie de protecție specială avifaunistică — SPA) din Germania întinsă pe o suprafață de 4.533 ha, integral pe uscat.

## Localizare
Centrul sitului Hoher Ifen und Piesenkopf este situat la coordonatele 47°23′43″N 10°08′29″E / 47.3953°N 10.1414°E.

## Înființare
Situl Hoher Ifen und Piesenkopf a fost declarat arie de protecție specială avifaunistică în septembrie 2006 pentru a proteja 20 de specii de animale.

## Biodiversitate
Situată în ecoregiunea alpină, aria protejată nu include niciun habitat protejat.
La baza desemnării sitului se află mai multe specii protejate de  păsări (20): fluierar de munte (Actitis hypoleucos), minunița (Aegolius funereus), fâsă de pădure (Anthus spinoletta), acvilă de munte (Aquila chrysaetos), cocoșul de mesteacăn (Bonasa bonasia), buha (Bubo bubo), Carduelis citrinella, ciocănitoare cu spate alb (Dendrocopos leucotos), ciocănitoare neagră (Dryocopus martius), Falco peregrinus peregrinus, ciuvică (Glaucidium passerinum), Lagopus mutus helveticus, pietrar sur (Oenanthe oenanthe), pitulice de munte (Phylloscopus bonelli), ciocănitoare de munte (Picoides tridactylus), ciocănitoare verzuie (Picus canus), Prunella collaris, cocoșul de mesteacăn (Tetrao tetrix tetrix),  cocoș de munte (Tetrao urogallus), mierlă gulerată (Turdus torquatus).
Pe lângă speciile protejate, pe teritoriul sitului au mai fost identificate 2 specii de păsări.